# Bruno Cortez
Bruno Cortez, właśc. Bruno Cortês Barbosa (ur. 11 marca 1987 w Salvadorze) – brazylijski piłkarz, występujący na pozycji lewego obrońcy.

## Kariera klubowa
Bruno Cortez jest wychowankiem szkółki piłkarskiej Arturzinho. W 2007 występował w Katarze w klubie Al-Shahaniya SC. W latach 2008–2010 występował w prowincjonalnych klubach Castelo FC i Quissamã FC. Na początku 2011 został zawodnikiem występującego w lidze stanowej Rio de Janeiro – Nova Iguaçu FC. Dobra gra została zauważona przez Botafogo FR, dokąd został wypożyczony.
W Botafogo 22 maja 2011 w przegranym 0-1 meczu z SE Palmeiras Bruno Cortez zadebiutował w lidze brazylijskiej.
W styczniu 2012 roku za kwotę 3,3 miliona euro dołączył do São Paulo FC.

## Kariera reprezentacyjna
Bruno Cortez w reprezentacji Brazylii zadebiutował 28 września 2011 w wygranym 2-0 towarzyskim meczu z reprezentacją Argentyny.